# 颱風麗塔 (1972年)
颱風麗妲（英語：Typhoon Rita，國際編號：7207，中國大陸編號：7203，聯合颱風警報中心：08W，菲律賓大氣地球物理和天文管理局：Gloring）是1972年太平洋颱風季最強的熱帶氣旋，也是自有氣象記錄以来第一個也是目前為止唯一一個正面登陸天津市及首個橫過北京市及内蒙古的熱帶氣旋，同時以25天的時間紀錄，成為當時西北太平洋維持時間最長的熱帶氣旋，紀錄一直保持至今。

## 發展過程
1972年7月5日，一個熱帶擾動被升格為熱帶低氣壓。
7月7日，聯合颱風警報中心將其升格為熱帶風暴，並命名為麗妲。
7月8日，聯合颱風警報中心將其升格為一級颱風。
其後，麗塔繼續快速增強，並在7月10日增強為一股五級颱風，然後在翌日達到巔峰，一分鐘平均風速為270km/h，氣壓為910hpa。
7月12日，麗妲開始轉向東北移動，並快速減弱至一級颱風。
7月16日，麗妲轉向北移動，然後再於7月19日轉向西移動。
7月21日，由於麗妲和在它以東的颱風戴絲發生藤原效應，麗妲開始逆時針轉圈。
7月25日，它開始穩定向北移動，並且在朝鮮半島以西海域掠過。
7月26日，麗妲開始逐漸轉向西北移動，並於當日下午在山東東北部登陸。之後，麗妲進入渤海。
最後，麗妲在7月27日上午於天津塘沽登陸（中央氣象台評價中心風力為7級風，15m/s），然後橫過北京，成為有記錄以來唯一一個在天津登陸和橫過北京的颱風。麗妲登陸後減弱較為緩慢，並一直向西北移動，到蒙古高原附近才最終完全消散。

## 影響

### 臺灣
當地發布之颱風警報：海上陸上颱風警報

## 熱帶氣旋警告使用紀錄

### 臺灣
| 交通部中央氣象局 颱風警報 | 交通部中央氣象局 颱風警報 | 交通部中央氣象局 颱風警報 |
| ------------------------- | ------------------------- | ------------------------- |
| 上一熱帶氣旋              | 海上颱風警報              | 下一熱帶氣旋              |
| 強烈颱風貝絲              | 海上颱風警報              | 中度颱風蘇珊              |
| 強烈颱風貝絲              | 陸上颱風警報              | 中度颱風蘇珊              |

## 外部連結
- （日語）日本氣象廳首頁 （页面存档备份，存于）
- （英文）聯合颱風警報中心首頁 （页面存档备份，存于）
- （简体中文）中央氣象台首頁
- （繁體中文）中央氣象局首頁 （页面存档备份，存于）
- （繁體中文）香港天文台首頁 （页面存档备份，存于）
- （繁體中文）澳門地球物理暨氣象局首頁 （页面存档备份，存于）
- （英文）菲律賓大氣地球物理和天文管理局首頁 （页面存档备份，存于）